# Bujurquina vittata
Bujurquina vittata är en fiskart som först beskrevs av Heckel, 1840.  Bujurquina vittata ingår i släktet Bujurquina och familjen Cichlidae. Inga underarter finns listade.